# دامستیک (ایندیانا)
دامستیک (به انگلیسی: Domestic) یک منطقهٔ مسکونی در ایالات متحده آمریکا است که در ایندیانا واقع شده‌است. دامستیک ۲۶۳ متر بالاتر از سطح دریا واقع شده‌است.